# Dżem 1979–1994
Dżem 1979–1994 – dwupłytowe wydawnictwo DVD dokumentujące dziewięć koncertów zespołu Dżem zarejestrowanych przez Telewizję Polską w latach 1982-1993. Dodatkowo zamieszczono cztery teledyski oraz wywiady z aktualnymi członkami zespołu.

## Lista utworów

### DVD 1

#### Rockowisko- Łódź, 29 listopada 1981
1. „Blues Alabama” - (Dżem - Kazimierz Galaś)
2. „Whisky” – (Adam Otręba, Ryszard Riedel - Ryszard Riedel, Kazimierz Gayer)

Skład zespołu: Ryszard Riedel, Jerzy Styczyński, Adam Otręba, Beno Otręba, Paweł Berger, Michał Giercuszkiewicz

#### Niewinni - StudioTelewizji Kraków, 24 sierpnia 1982
1. „Niewinni i Ja cz. I i II” – (Adam Otręba, Ryszard Riedel - Ryszard Riedel)
2. „Oh, Słodka” - (Dżem - Ryszard Riedel)
3. „Mała Aleja Róż” – (Adam Otręba, Ryszard Riedel - Ryszard Riedel)

Skład zespołu: Ryszard Riedel, Jerzy Styczyński, Adam Otręba, Beno Otręba, Paweł Berger, Grzegorz Schneider

#### Olsztyńskie Noce Bluesowe- Olsztyn, 12 sierpnia 1984
1. „Abym mógł przed siebie iść” – (Adam Otręba, Ryszard Riedel - Ryszard Riedel, Kazimierz Gayer)
2. „Jesiony” – (Leszek Faliński, Ryszard Riedel - Kazimierz Galaś)
3. „Oh, Słodka” - (Dżem - Ryszard Riedel)
4. „Kim jestem, jestem sobie” – (Jerzy Styczyński, Ryszard Riedel - Ryszard Riedel)

Skład zespołu: Ryszard Riedel, Jerzy Styczyński, Adam Otręba, Beno Otręba, Paweł Berger, Michał Giercuszkiewicz

#### Łódzki Wieczór Muzyki Bluesowej Top Blues Feeling -Teatr Wielki w Łodzi, 25 stycznia 1986
1. „Wiem na pewno wiem - nie, nie kocham Cię” – (Jerzy Styczyński - Ryszard Riedel)
2. „Powiał boczny wiatr” – (Adam Otręba, Ryszard Riedel - Ryszard Riedel)
3. „Klosz” – (Adam Otręba, Beno Otręba - Ryszard Riedel)
4. „Człowieku co się z Tobą dzieje” - (Dżem - Ryszard Riedel)
5. „Poznałem go po czarnym kapeluszu” - (Dżem - Ryszard Riedel)
6. „Oh, Słodka” - (Dżem - Ryszard Riedel)

Skład zespołu: Ryszard Riedel, Jerzy Styczyński, Adam Otręba, Beno Otręba, Paweł Berger, Michał Giercuszkiewicz

#### Dżem Live - Riviera Remont cz.1 - KlubRiviera Remontw Warszawie, 11 stycznia 1991
1. „Zielony Piotruś” - (Dżem - utwór instrumentalny)
2. „Harley mój” – (Dżem - Ryszard Riedel)
3. „Człowieku co się z Tobą dzieje” - (Dżem - Ryszard Riedel)
4. „Kaczor coś ty zrobił” – (Jerzy Styczyński - Kazimierz Galaś)
5. „Detox” – (Beno Otręba - Ryszard Riedel)
6. „Czarny chleb” – (Dżem - Ryszard Riedel)

Skład zespołu: Ryszard Riedel, Jerzy Styczyński, Adam Otręba, Beno Otręba, Paweł Berger, Marek Kapłon

#### Dżem Live - Riviera Remont cz.2 - KlubRiviera Remontw Warszawie, 11 stycznia 1991
1. „Ostatnie widzenie” – (Adam Otręba - Ryszard Riedel)
2. „Wehikuł czasu” – (Adam Otręba - Ryszard Riedel)
3. „Tylko Ja i Ty” – (Paweł Berger - Kazimierz Galaś)
4. „Naiwne pytania” – (Beno Otręba - Ryszard Riedel)

Skład zespołu: Ryszard Riedel, Jerzy Styczyński, Adam Otręba, Beno Otręba, Paweł Berger, Marek Kapłon

### DVD 2

#### Rawa Blues Festiwal- Katowice, 19 września 1992
1. „Wieczny pechowiec” – (Beno Otręba - utwór instrumentalny)
2. „Noc i rytm” – (Adam Otręba - Dariusz Dusza)
3. „Cała w trawie” – (Beno Otręba - Ryszard Riedel)
4. „Prokurator i ja” – (Beno Otręba - Mirosław Bochenek)
5. „Autsajder” – (Beno Otręba - Mirosław Bochenek)
6. „Czarny chleb” – (Dżem - Ryszard Riedel)

Skład zespołu: Ryszard Riedel, Jerzy Styczyński, Adam Otręba, Beno Otręba, Paweł Berger, Zbigniew Szczerbiński, Krzysztof „Partyzant” Toczko

#### Bez Prądu - koncert akustyczny - StudioRadia Łódź, 23 maja 1993
1. „Whisky” – (Adam Otręba, Ryszard Riedel - Ryszard Riedel, Kazimierz Gayer)
2. „Oh, Słodka” - (Dżem - Ryszard Riedel)
3. „Człowieku co się z Tobą dzieje” - (Dżem - Ryszard Riedel)
4. „Sen o Victorii” – (Paweł Berger - Ryszard Riedel)
5. „Wehikuł czasu” – (Adam Otręba - Ryszard Riedel)
6. „Naiwne pytania” – (Beno Otręba - Ryszard Riedel)

Skład zespołu: Ryszard Riedel, Jerzy Styczyński, Adam Otręba, Beno Otręba, Paweł Berger, Zbigniew Szczerbiński, Krzysztof „Partyzant” Toczko

#### Wojna z Trzema Schodami -Bydgoszcz, 25 czerwca 1993
1. „Koszmarna noc” – (Adam Otręba - Kazimierz Gayer)
2. „Magazyn mód” – (Paweł Berger - Ryszard Riedel)
3. „Autsajder” – (Beno Otręba - Mirosław Bochenek)
4. „Cała w trawie” – (Beno Otręba - Ryszard Riedel)
5. „Jak malowany ptak” – (Jerzy Styczyński - Dariusz Dusza)
6. „List do M.” – (Beno Otręba - Ryszard Riedel, Dorota Zawiesieńko)

Skład zespołu: Ryszard Riedel, Jerzy Styczyński, Adam Otręba, Beno Otręba, Paweł Berger, Zbigniew Szczerbiński, Krzysztof „Partyzant” Toczko

#### Teledyski
1. „Autsajder” – (Beno Otręba - Mirosław Bochenek)
2. „Jak malowany ptak” – (Jerzy Styczyński - Dariusz Dusza)
3. „Obłuda” – (Beno Otręba - Kazimierz Galaś)
4. „List do M.” – (Beno Otręba - Ryszard Riedel, Dorota Zawiesieńko)

#### Dodatki
Reportaż: wywiady z aktualnymi członkami zespołu